# Fidel Nadal
Fidel Nadal (Buenos Aires, 4 de outubro de 1965) é um músico afro-argentino de reggae.
Nos anos oitenta, integrou a banda Todos Tus Muertos e na atualidade se desempenha tanto como solista como com a banda Lumumba.

## Biografía
Descendente de angolanos sequestrados e trasportados à Buenos Aires no século XVII (escravidão no Império espanhol), Fidel se iniciou na música durante a metade dos anos oitenta escutando à Peter Tosh, Bob Marley e a banda The Skatalites. O reggae foi sua principal influência musical que mais tarde seria refletido em seu som.
A ideologia sustentada por Fidel envolve em profundidade a cultura rastafari, iniciada em países como Jamaica e Haití. Em sua música, Fidel reflete o amor como um modo de vida e da realidade. Uma de suas inspirações como muitos grupos de reggae é Bob Marley. Também são importantes as contribuições da cultura afro-argentina. Fidel Nadal é filho de Enrique Nadal, um importante lutador pelos reconhecimento dos direitos da população negra da Argentina.
Suas influencias principais estão relacionadas com o reggae e os ritmos afro-argentinos.
Além de compor sua música, participa ativamente em projetos musicais com músicos e bandas da Argentina (Dancing Mood, Damas Gratis, Mimi Maura) e de outros países (Oskar-T, Boomer, I Jah Bones, Mikey Dread). Na mesma linha, com o grupo Mano Negra gravou o disco Casa Babylon, sendo o segundo cantor da banda franco-espanhola mas não sendo um membro oficial.
Após a separação de Todos Tus Muertos e de Lumumba, Fidel começa uma carreira solo muito prolífica e de maneira completamente independente, o que o afastou dos principais meios de comunicação. Em 2008 se publicou International Love, produzido por Ezequiel Araujo e Luca Zamattio, editado e promovida pela empresa PopArt/Sony BMG, que o colocou em uma situação de exposição pública.Predefinição:Cita requerida
Em outubro de 2009, foi capa da revista Rolling Stone, em uma edição dedicada ao reggae.

«Fidel Nadal: el rasta que revolucionó el rock latino»], artigo na revista Rolling Stone (Buenos Aires). Consultado em 12 de agosto de 2009.</ref>
Em novembro de 2010 realiza o remix de seu "single" de sucesso "Te robaste mi corazón" com o cantor urbano de reguetón, De La Ghetto. Mais tarde, ele afirma que é muito boa opção fazer mistura de ritmos com o reguetón.
Em meados de 2014, ele anunciou com seu irmão Amílcar Nadal e Pablo Molina o retorno à banda Lumumba, após 14 anos de separação.

## Discografia

### Como solista
- 2000: Canta sobre discos.
- 2001: Cabeza negra.
- 2001: Repatriación.
- 2001: Selassie I, dios todopoderoso.
- 2002: Brillando por Negus.
- 2003: Dame una alegría.
- 2003: Amlak.
- 2003: En vivo en Japón.
- 2004: Fuego caliente.
- 2004: Negrociación.
- 2004: Puerta de oro.
- 2005: Trabajo de hormiga.
- 2005: Cosas buenas.
- 2005: Avanzando.
- 2006: Guerreros incansables (reedición).
- 2006: Cabeza negra (reedición).
- 2007: Fidel emocionado!
- 2008: International love.
- 2009: Crucial cuts.
- 2010: Vibraciones positivas.
- 2010: Forever together.
- 2011: Arranque ft. Froylan Shaleka.
- 2013: Llegó el momento.
- 2015: Tek a ship.